# Eupithecia nephelata
Eupithecia nephelata är en fjärilsart som beskrevs av Otto Staudinger 1897. Eupithecia nephelata ingår i släktet Eupithecia och familjen mätare. Inga underarter finns listade i Catalogue of Life.